# Liste der olympischen Medaillengewinner aus Kroatien
Die Liste der olympischen Medaillengewinner aus Kroatien listet alle Sportler aus Kroatien auf, die bei Olympischen Spielen eine Medaille gewinnen konnten. Das Hrvatski olimpijski odbor wurde 1991 gegründet und 1993 vom Internationalen Olympischen Komitee aufgenommen.

## Medaillenbilanz
Bislang konnten Sportler aus Kroatien 59 olympische Medaillen erringen (20 × Gold, 21 × Silber und 18 × Bronze). Erfolgreichste Sportlerin war die Skirennläuferin Janica Kostelić mit vier Gold- und zwei Silbermedaillen.
| Kroatien bei den Olympischen Sommerspielen                                         | Kroatien bei den Olympischen Sommerspielen | Kroatien bei den Olympischen Sommerspielen | Kroatien bei den Olympischen Sommerspielen | Kroatien bei den Olympischen Sommerspielen | Kroatien bei den Olympischen Sommerspielen |      | Kroatien bei den Olympischen Winterspielen | Kroatien bei den Olympischen Winterspielen | Kroatien bei den Olympischen Winterspielen | Kroatien bei den Olympischen Winterspielen | Kroatien bei den Olympischen Winterspielen | Kroatien bei den Olympischen Winterspielen |
| Jahr                                                                               | Gold                                       | Silber                                     | Bronze                                     | Gesamt                                     | Rang                                       | Jahr | Gold                                       | Silber                                     | Bronze                                     | Gesamt                                     | Rang                                       |                                            |
| 1992                                                                               | 0                                          | 1                                          | 2                                          | 3                                          | 44                                         |      | 1992                                       | 0                                          | 0                                          | 0                                          | 0                                          |                                            |
| 1996                                                                               | 1                                          | 1                                          | 0                                          | 2                                          | 45                                         |      | 1994                                       | 0                                          | 0                                          | 0                                          | 0                                          |                                            |
| 2000                                                                               | 1                                          | 0                                          | 1                                          | 2                                          | 48                                         |      | 1998                                       | 0                                          | 0                                          | 0                                          | 0                                          |                                            |
| 2004                                                                               | 1                                          | 2                                          | 2                                          | 5                                          | 44                                         |      | 2002                                       | 3                                          | 1                                          | 0                                          | 4                                          | 12                                         |
| 2008                                                                               | 0                                          | 2                                          | 3                                          | 5                                          | 57                                         |      | 2006                                       | 1                                          | 2                                          | 0                                          | 3                                          | 16                                         |
| 2012                                                                               | 3                                          | 1                                          | 2                                          | 6                                          | 25                                         |      | 2010                                       | 0                                          | 2                                          | 1                                          | 3                                          | 21                                         |
| 2016                                                                               | 5                                          | 3                                          | 2                                          | 10                                         | 17                                         |      | 2014                                       | 0                                          | 1                                          | 0                                          | 1                                          | 25                                         |
| 2020                                                                               | 3                                          | 3                                          | 2                                          | 8                                          | 26                                         |      | 2018                                       | 0                                          | 0                                          | 0                                          | 0                                          |                                            |
| 2024                                                                               | 2                                          | 2                                          | 3                                          | 7                                          | 30                                         |      | 2022                                       | 0                                          | 0                                          | 0                                          | 0                                          |                                            |
| Gesamt                                                                             | 16                                         | 15                                         | 17                                         | 48                                         |                                            |      | Gesamt                                     | 4                                          | 6                                          | 1                                          | 11                                         |                                            |
| \| \| Gold \| Silber \| Bronze \| Gesamt \| \| Ges. S+W \| 20 \| 21 \| 18 \| 59 \| |                                            |                                            |                                            |                                            |                                            |      |                                            |                                            |                                            |                                            |                                            |                                            |
|                                                                                    | Gold                                       | Silber                                     | Bronze                                     | Gesamt                                     |                                            |      |                                            |                                            |                                            |                                            |                                            |                                            |
| Ges. S+W                                                                           | 20                                         | 21                                         | 18                                         | 59                                         |                                            |      |                                            |                                            |                                            |                                            |                                            |                                            |

## Medaillengewinner

### A
- Vladan Alanović – Basketball (0-1-0)
Barcelona 1992: Silber, Männer
- Mario Ančić – Tennis (0-0-1)
Athen 2004: Bronze, Doppel Männer
- Franjo Arapović – Basketball (0-1-0)
Barcelona 1992: Silber, Männer

### B
- Ivano Balić – Handball (1-0-0)
Athen 2004: Gold, Männer
- Samir Barać – Wasserball (1-0-0)
London 2012: Gold, Männer
- Marko Bijač – Wasserball (0-2-0)
Rio de Janeiro 2016: Silber, Männer
Paris 2024: Silber, Männer
- Matias Biljaka – Wasserball (0-1-0)
Paris 2024: Silber, Männer
- Miho Bošković – Wasserball (1-0-0)
London 2012: Gold, Männer
- Igor Boraska – Rudern (0-0-1)
Sydney 2000: Bronze, Achter Männer
- Luka Bukić – Wasserball (0-2-0)
Rio de Janeiro 2016: Silber, Männer
Paris 2024: Silber, Männer
- Perica Bukić – Wasserball (0-1-0)
Atlanta 1996: Silber, Männer
- Ivan Buljubašić – Wasserball (1-0-0)
London 2012: Gold, Männer
- Damir Burić – Wasserball (1-1-0)
London 2012: Gold, Männer
Rio de Janeiro 2016: Silber, Männer
- Rino Burić – Wasserball (0-1-0)
Paris 2024: Silber, Männer
- Andro Bušlje – Wasserball (1-1-0)
London 2012: Gold, Männer
Rio de Janeiro 2016: Silber, Männer

### C
- Patrik Ćavar – Handball (1-0-0)
Atlanta 1996: Gold, Männer
- Giovanni Cernogoraz – Schießen (1-0-0)
London 2012: Silber, Trap Männer
- Marin Čilić – Tennis (0-1-0)
Tokio 2020: Silber, Doppel Männer
- Krešimir Čuljak – Rudern (0-0-1)
Sydney 2000: Bronze, Achter Männer
- Danko Cvjetićanin – Basketball (0-1-0)
Barcelona 1992: Silber, Männer

### D
- Ivan Dodig – Tennis (0-1-0)
Tokio 2020: Silber, Doppel Männer
- Nikša Dobud – Wasserball (1-0-0)
London 2012: Gold, Männer
- Davor Dominiković – Handball (1-0-0)
Athen 2004: Gold, Männer
- Duje Draganja – Schwimmen (0-1-0)
Athen 2004: Silber, 50 m Freistil Männer
- Mirza Džomba – Handball (1-0-0)
Athen 2004: Gold, Männer

### F
- Šime Fantela – Segeln (1-0-0)
Rio de Janeiro 2016: Gold, 470er Männer
- Jakov Fak – Biathlon (0-0-1)
Vancouver 2010: Bronze, Sprint 10 km Männer
- Loren Fatović – Wasserball (0-1-0)
Paris 2024: Silber, Männer
- Igor Francetić – Rudern (0-0-1)
Sydney 2000: Bronze, Achter Männer
- Tihomir Franković – Rudern (0-0-1)
Sydney 2000: Bronze, Achter Männer
- Valner Franković – Handball (1-0-0)
Atlanta 1996: Gold, Männer

### G
- Xavier García – Wasserball (0-1-0)
Rio de Janeiro 2016: Silber, Männer
- Josip Glasnović – Schießen (1-0-0)
Rio de Janeiro 2016: Gold, Trap Männer
- Damir Glavan – Wasserball (0-1-0)
Atlanta 1996: Silber, Männer
- Slavko Goluža – Handball (2-0-0)
Atlanta 1996: Gold, Männer
Athen 2004: Gold, Männer
- Alan Gregov – Basketball (0-1-0)
Barcelona 1992: Silber, Männer
- Bruno Gudelj – Handball (1-0-0)
Atlanta 1996: Gold, Männer

### H
- Igor Hinić – Wasserball (1-1-0)
Atlanta 1996: Silber, Männer
London 2012: Gold, Männer

- Filip Hrgović – Boxen (0-0-1)
Rio de Janeiro 2016: Bronze, Superschwergewicht Männer

### I
- Goran Ivanišević – Tennis (0-0-2)
Barcelona 1992: Bronze, Einzel Männer
Barcelona 1992: Bronze, Doppel Männer

### J
- Vladimir Jelčić – Handball (1-0-0)
Atlanta 1996: Gold, Männer
- Matea Jelić – Taekwondo (1-0-0)
Tokio 2020: Gold, Mittelgewicht Frauen
- Maro Joković – Wasserball (1-2-0)
London 2012: Gold, Männer
Rio de Janeiro 2016: Silber, Männer
Paris 2024: Silber, Männer
- Božidar Jović – Handball (1-0-0)
Atlanta 1996: Gold, Männer

### K
- Nikša Kaleb – Handball (1-0-0)
Athen 2004: Gold, Männer
- Toni Kanaet – Taekwondo (0-0-1)
Tokio 2020: Bronze, Mittelgewicht Männer
- Konstantin Kharkov – Wasserball (0-1-0)
Paris 2024: Silber, Männer
- Nenad Kljaić – Handball (1-0-0)
Atlanta 1996: Gold, Männer
- Vjekoslav Kobešćak – Wasserball (0-1-0)
Atlanta 1996: Silber, Männer
- Sara Kolak – Leichtathletik (1-0-0)
Rio de Janeiro 2016: Gold, Speerwurf Frauen
- Arijan Komazec – Basketball (0-1-0)
Barcelona 1992: Silber, Männer
- Ivica Kostelić – Ski Alpin (0-4-0)
Turin 2006: Silber, Alpine Kombination Männer
Vancouver 2010: Silber, Super-Kombination Männer
Vancouver 2010: Silber, Slalom Männer
Sotschi 2014: Silber, Alpine Kombination Männer
- Janica Kostelić – Ski Alpin (4-2-0)
Salt Lake City 2002: Gold, Slalom Frauen
Salt Lake City 2002: Gold, Riesenslalom Frauen
Salt Lake City 2002: Gold, Alpine Kombination Frauen
Salt Lake City 2002: Silber, Super-G Frauen
Turin 2006: Gold, Alpine Kombination Frauen
Turin 2006: Silber, Super-G Frauen
- Ivan Krapić – Wasserball (0-1-0)
Rio de Janeiro 2016: Silber, Männer
- Joško Kreković – Wasserball (0-1-0)
Atlanta 1996: Silber, Männer
- Ognjen Krzić – Wasserball (0-1-0)
Atlanta 1996: Silber, Männer
- Toni Kukoč – Basketball (0-1-0)
Barcelona 1992: Silber, Männer

### L
- Blaženko Lacković – Handball (1-0-0)
Athen 2004: Gold, Männer
- Ivan Ljubičić – Tennis (0-0-1)
Athen 2004: Bronze, Doppel Männer
- Luka Lončar – Wasserball (0-2-0)
Rio de Janeiro 2016: Silber, Männer
Paris 2024: Silber, Männer
- Venio Losert – Handball (2-0-0)
Atlanta 1996: Gold, Männer
Athen 2004: Gold, Männer

### M
- Marko Macan – Wasserball (0-1-0)
Rio de Janeiro 2016: Silber, Männer
- Igor Marenić – Segeln (1-0-0)
Rio de Janeiro 2016: Gold, 470er Männer
- Miran Maričić – Schießen (0-0-1)
Paris 2024: Bronze, Luftgewehr Männer
- Jerko Marinić Kragić – Wasserball (0-1-0)
Paris 2024: Silber, Männer
- Damir Martin – Rudern (0-2-1)
London 2012: Silber, Doppelvierer Männer
Rio de Janeiro 2016: Silber, Einer Männer
Tokio 2020: Bronze, Einer Männer
- Barbara Matić – Judo (1-0-0)
Paris 2024: Gold, Mittelgewicht Frauen
- Valter Matošević – Handball (2-0-0)
Atlanta 1996: Gold, Männer
Athen 2004: Gold, Männer
- Nikola Mektić – Tennis (1-0-0)
Tokio 2020: Gold, Doppel Männer
- Petar Metličić – Handball (1-0-0)
Athen 2004: Gold, Männer
- Zoran Mikulić – Handball (1-0-0)
Atlanta 1996: Gold, Männer
- Petar Muslim – Wasserball (1-0-0)
London 2012: Gold, Männer

### N
- Alvaro Načinović – Handball (1-0-0)
Atlanta 1996: Gold, Männer
- Aramis Naglić – Basketball (0-1-0)
Barcelona 1992: Silber, Männer

### O
- Paulo Obradović – Wasserball (1-0-0)
London 2012: Gold, Männer

### P
- Josip Pavić – Wasserball (1-1-0)
London 2012: Gold, Männer
Rio de Janeiro 2016: Silber, Männer
- Mate Pavić – Tennis (1-0-0)
Tokio 2020: Gold, Doppel Männer
- Snježana Pejčić – Schießen (0-0-1)
Peking 2008: Bronze, Frauen
- Velimir Perasović – Basketball (0-1-0)
Barcelona 1992: Silber, Männer
- Goran Perkovac – Handball (1-0-0)
Atlanta 1996: Gold, Männer
- Sandra Perković – Leichtathletik (2-0-1)
London 2012: Gold, Diskuswurf Frauen
Rio de Janeiro 2016: Gold, Diskuswurf Frauen
Paris 2024: Bronze, Diskuswurf Frauen
- Nikolaj Pešalov – Gewichtheben (1-0-1)
Sydney 2000: Gold, Federgewicht Männer
Athen 2004: Bronze, Leichtgewicht Männer
- Antonio Petković – Wasserball (0-1-0)
Rio de Janeiro 2016: Silber, Männer
- Silvijo Petriško – Rudern (0-0-1)
Sydney 2000: Bronze, Achter Männer
- Dražen Petrović – Basketball (0-1-0)
Barcelona 1992: Silber, Männer
- Toni Popadić – Wasserball (0-1-0)
Paris 2024: Silber, Männer
- Goran Prpić – Tennis (0-0-1)
Barcelona 1992: Bronze, Doppel Männer
- Iztok Puč – Handball (1-0-0)
Atlanta 1996: Gold, Männer

### R
- Dino Rađa – Basketball (0-1-0)
Barcelona 1992: Silber, Männer

### S
- David Šain – Rudern (0-1-0)
London 2012: Silber, Doppelvierer Männer
- Zlatko Saračević – Handball (1-0-0)
Atlanta 1996: Gold, Männer
- Sandra Šarić – Taekwondo (0-0-1)
Peking 2008: Bronze, Mittelgewicht Frauen
- Anđelo Šetka – Wasserball (0-1-0)
Rio de Janeiro 2016: Silber, Männer
- Dubravko Šimenc – Wasserball (0-1-0)
Atlanta 1996: Silber, Männer
- Martin Sinković – Rudern (3-1-0)
London 2012: Silber, Doppelvierer Männer
Rio de Janeiro 2016: Gold, Doppelzweier Männer
Tokio 2020: Gold, Zweier ohne Steuermann
Paris 2024: Gold, Zweier ohne Steuermann
- Valent Sinković – Rudern (3-1-0)
London 2012: Silber, Doppelvierer Männer
Rio de Janeiro 2016: Gold, Doppelzweier Männer
Tokio 2020: Gold, Zweier ohne Steuermann
Paris 2024: Gold, Zweier ohne Steuermann
- Nikša Skelin – Rudern (0-1-1)
Sydney 2000: Bronze, Achter Männer
Athen 2004: Silber, Zweier ohne Steuermann
- Siniša Skelin – Rudern (0-1-1)
Sydney 2000: Bronze, Achter Männer
Athen 2004: Silber, Zweier ohne Steuermann
- Siniša Školneković – Wasserball (0-1-0)
Atlanta 1996: Silber, Männer
- Irfan Smajlagić – Handball (1-0-0)
Atlanta 1996: Gold, Männer
- Tomislav Smoljanović – Rudern (0-0-1)
Sydney 2000: Bronze, Achter Männer
- Vlado Šola – Handball (1-0-0)
Athen 2004: Gold, Männer
- Denis Špoljarić – Handball (1-0-0)
Athen 2004: Gold, Männer
- Goran Šprem – Handball (1-0-0)
Athen 2004: Gold, Männer
- Tin Srbić – Turnen (0-1-0)
Tokio 2020: Silber, Reck Männer
- Tonči Stipanović – Segeln (0-2-0)
Rio de Janeiro 2016: Silber, Laser Männer
Tokio 2020: Silber, Laser Männer
- Lena Stojković – Taekwondo (0-0-1)
Paris 2024: Bronze, Fliegengewicht Frauen
- Ratko Štritof – Wasserball (0-1-0)
Atlanta 1996: Silber, Männer
- Vladimir Šujster – Handball (1-0-0)
Atlanta 1996: Gold, Männer
- Sandro Sukno – Wasserball (1-1-0)
London 2012: Gold, Männer
Rio de Janeiro 2016: Silber, Männer

### T
- Žan Tabak – Basketball (0-1-0)
Barcelona 1992: Silber, Männer

### U
- Filip Ude – Turnen (0-1-0)
Peking 2008: Silber, Pauschenpferd Männer

### V
- Tino Vegar – Wasserball (0-1-0)
Atlanta 1996: Silber, Männer
- Barbara Matić – Tennis (0-1-0)
Paris 2024: Gold, Frauen Einzel
- Frano Vićan – Wasserball (1-0-0)
London 2012: Gold, Männer
- Igor Vori – Handball (1-0-0)
Athen 2004: Gold, Männer
- Blanka Vlašić – Leichtathletik (0-1-1)
Peking 2008: Silber, Hochsprung Frauen
Rio de Janeiro 2016: Bronze, Hochsprung Frauen
- Stojko Vranković – Basketball (0-1-0)
Barcelona 1992: Silber, Männer
- Renato Vrbičić – Wasserball (0-1-0)
Atlanta 1996: Silber, Männer
- Zdeslav Vrdoljak – Wasserball (0-1-0)
Atlanta 1996: Silber, Männer
- Josip Vrlić – Wasserball (0-1-0)
Paris 2024: Silber, Männer
- Branimir Vujević – Rudern (0-0-1)
Sydney 2000: Bronze, Achter Männer
- Ante Vukičević – Wasserball (0-1-0)
Paris 2024: Silber, Männer
- Drago Vuković – Handball (1-0-0)
Athen 2004: Gold, Männer

### Z
- Lucija Zaninović – Taekwondo (0-0-1)
London 2012: Bronze, Fliegengewicht Frauen
- Vedran Zrnić – Handball (1-0-0)
Athen 2004: Gold, Männer
- Martina Zubčić – Taekwondo (0-0-1)
Peking 2008: Bronze, Leichtgewicht Frauen
- Marko Žuvela – Wasserball (0-1-0)
Paris 2024: Silber, Männer